# Fusa

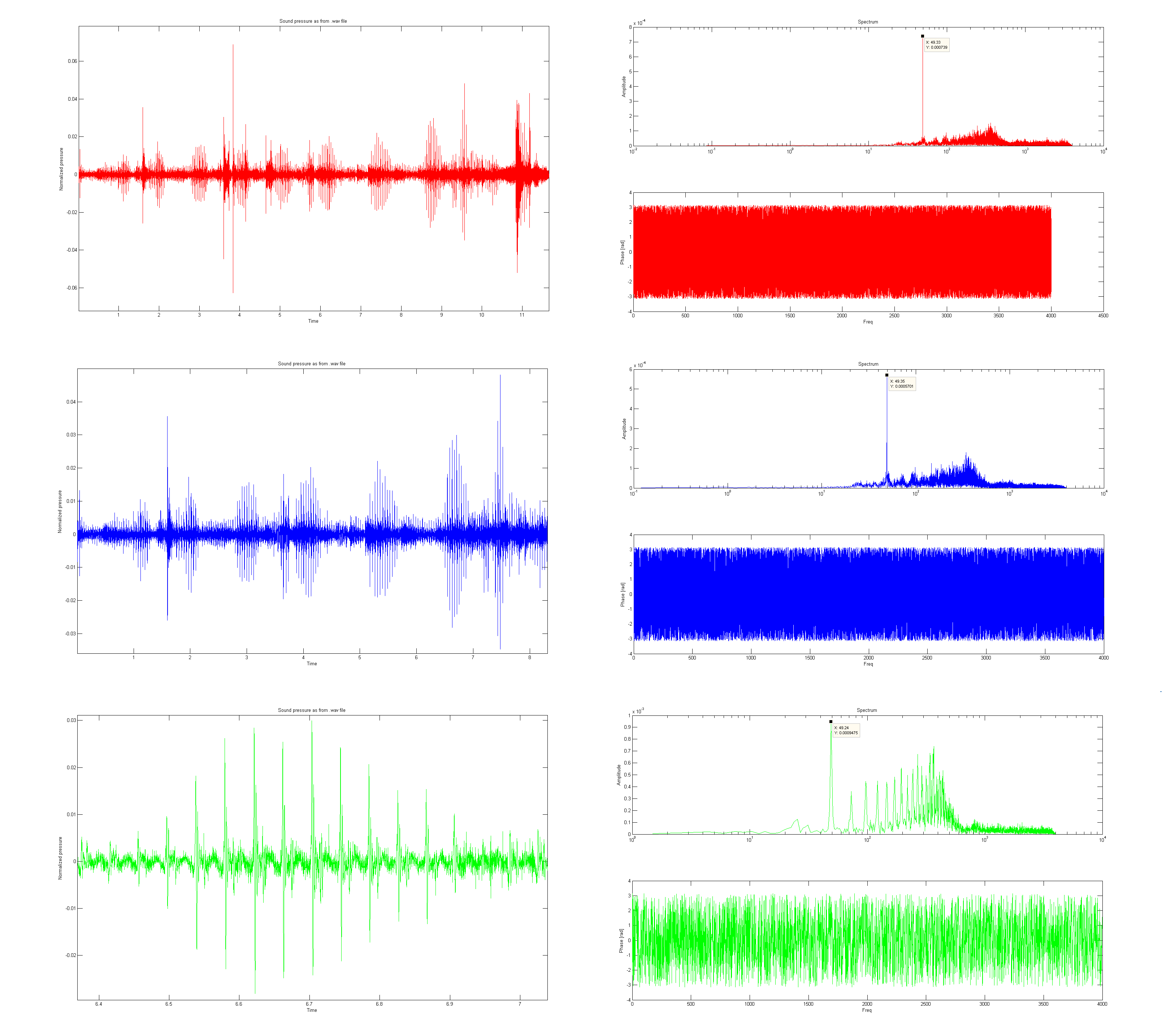
Spettro delle fusa di un comune gatto europeo

Le fusa sono un suono, somigliante a un sordo brontolio, emesso da molte specie di felini e da alcuni viverridi; sono, in modo particolare, una parte integrante della comunicazione dei gatti. Il termine deriva dal fatto che il rumore è simile a quello prodotto dalla rotazione di un fuso.
I gatti non sono i soli felini a fare le fusa, nonostante le fusa del gatto siano quelle più conosciute dagli esseri umani. Tra il 1834 e il 1835, Owen e Pocock distinsero i tipi di suono riconducibili a "fusa feline" da quelli dei cosiddetti "gatti ruggenti", come il ghepardo. Da qui sorsero dei primi studi sull'argomento, senza mai giungere a una vera comprensione del fenomeno.

## Meccanismo alla base delle fusa

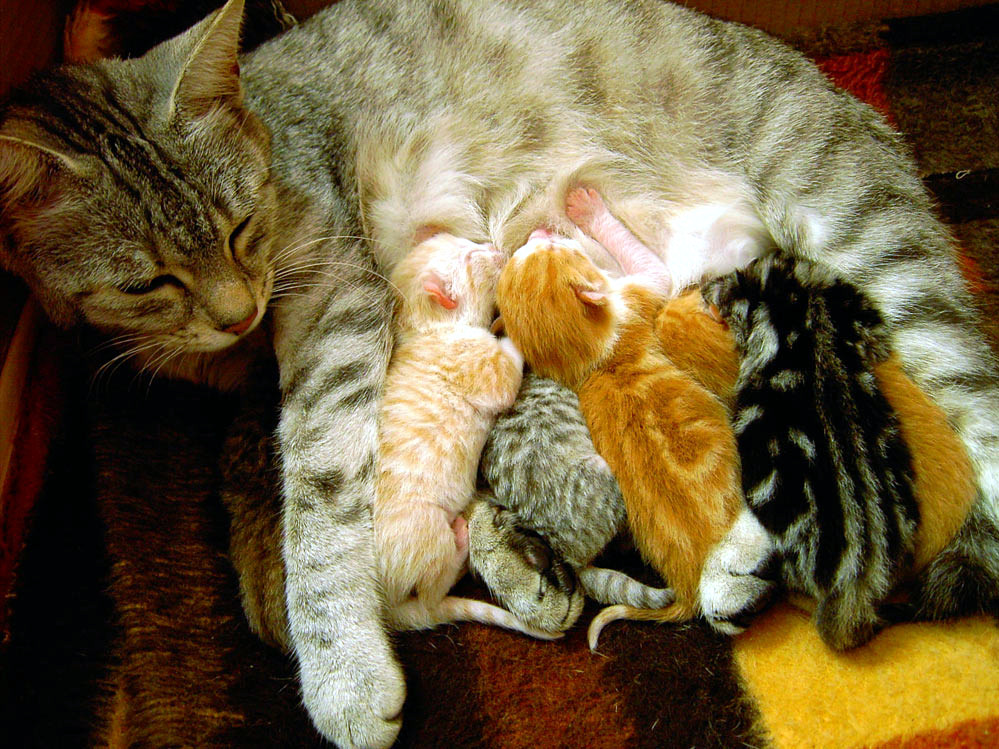
Una gatta allatta i propri cuccioli

Rifacendosi alla "definizione Peters" («per fusa si intende la produzione di un suono continuo che deve alternare il flusso d'aria polmonare in entrata e in uscita di lunga durata»), soltanto i gatti e due specie di genetta producono "fusa". Animali affini, come la lince, il puma e il ghepardo, emettono suoni riconducibili alle fusa grazie alla loro rapidissima e ritmica contrazione del diaframma, della laringe o spesso di entrambi; a differenza dei grandi felini predatori, che emettono fusa solo in fase di espirazione, i gatti possono farle in maniera continua respirando a bocca chiusa.
Nella comunicazione tra il gattino e la madre si osserva come già dal secondo giorno di vita, non potendo miagolare, durante l'allattamento i gattini facciano le fusa a bocca chiusa per esprimere alla madre il loro benessere, e come questa risponda facendo le fusa per tranquillizzarli. Lo stesso comportamento è osservabile quando la gatta si avvicina al nido o quando afferra alla collottola i gattini per spostarli.
Il meccanismo che sta dietro la produzione di fusa da parte dei felini è ancora non perfettamente compreso, nonostante siano varie le teorie avanzate al riguardo. Il motivo principale di queste incertezze deriva dal fatto che i gatti non hanno un organo unico adibito alla produzione di tale suono, per cui ne è tuttora sconosciuto l'esatto funzionamento.
Fra le ipotesi più sostenute ne spicca una documentata da studi elettromiografici: i gatti produrrebbero il rumore delle fusa adoperando le corde vocali e animando i muscoli della laringe per dilatare alternativamente la cavità orale, per poi restringere con rapidità la glottide, causando delle piccole vibrazioni nell'aria a metà fra il processo di inspirazione ed espirazione. Non sempre le fusa riscontrate con questi studi si sono dimostrate uguali, il che avvalora ulteriormente l'idea che ciascun felino le produca a modo suo, benché con meccanismi analoghi.
I gatti domestici emettono dei suoni con una frequenza dalle 25 alle 150 vibrazioni in un solo secondo. Confrontando le fusa di un ghepardo (Acinonyyx jubatus) e di un gatto domestico (Felis catus) è stato rilevato che il primo emette fusa a una frequenza inferiore rispetto a quelle del gatto domestico, più piccolo ed esile, in grado di fare le fusa più "rumorosamente" e più a lungo.
Ciascun animale in grado di fare le fusa emette suoni leggermente differenti a seconda dello stato di agitazione/rilassamento, stato di salute, età e rapporto eventuale con un essere umano.

## Origine biologica e cause
Secondo uno studio pubblicato nel 2003 da Scientific American, il poter fare le fusa ha offerto al gatto domestico un vantaggio selettivo nelle sue condizioni fisiche. L'osservazione del comportamento conduce all'ipotesi che le fusa non vengano fatte solo per esprimere piacere o rilassamento, ma siano più generalmente stimolate dai contatti sociali. Si può osservare come anche gatti molto spaventati o malati possono fare le fusa; alcuni addirittura quando sono vicini a morire.
Lo studio condotto ha dimostrato poi che la gamma di frequenze prodotte durante le fusa favorisce il miglioramento della densità minerale ossea e la guarigione in caso di infortuni, come fratture.
È probabile quindi che le fusa dei gatti li aiutino ad alleviare eventuali displasie o le condizioni osteoporotiche che in effetti sono più comuni nei canidi. L'addomesticamento e l'allevamento dei gatti si è verificato in un periodo relativamente recente e per questo i felini non presentano alcune anomalie dei muscoli e delle ossa che si manifestano in altre specie domestiche più fortemente selezionate.
Anche se si è tentati di affermare che i gatti facciano le fusa perché sono felici, è più plausibile che le fusa siano un mezzo di comunicazione e una fonte potenziale di auto-guarigione.

## Nelle altre lingue e in letteratura
In molte lingue, l'atto del fare le fusa è indicato con un termine onomatopeico che ricorda il suono delle fusa stesse, in cui ricorre la ripetizione della consonante vibrante alveolare.
- inglese: purr
- francese: ronronner
- spagnolo: ronroneo
- olandese: snorren
- tedesco: schnurren
- lettone: ņurrāt
- portoghese: ronrono
- arabo: خرخرة [ˈħərħaˌra]
- giapponese:  (ごろごろいう?, Gorogoro iu)
- greco: γουργούρισμα [ˌɣurˈɣurəzma]

### Libri
- Elide Del Negro, Attività rieducative e riabilitative. Natura e animali come strumenti di cura secondo il metodo Elide Del Negro, Milano, FrancoAngeli, 2014, ISBN 882045209X.
- (EN) K.M. Dyce, W.O. Sack e C.J.G. Wensing, Textbook of Veterinary Anatomy, 3ª ed., Filadelfia, Saunders, 2002, ISBN 0721689663.

### Articoli
- (EN) Robert Eklund, Gustav Peters e Elizabeth D. Duthie, An acoustic analysis of purring in the cheetah (Acinonyx jubatus) and in the domestic cat (Felis catus) (PDF), in Suzanne Schötz e Gilbert Ambrazaitis (a cura di), Working Papers, n. 54, Lund University, 2010. URL consultato il 10 luglio 2013 (archiviato dall'url originale il 14 febbraio 2019).